# Европско првенство у атлетици на отвореном 2016 — 5.000 метара за мушкарце
Такмичење у трци на 5.000 метара у мушкој конкуренцији на Европском првенству у атлетици 2016. у Амстердаму одржано је  10. јула на Олимпијском стадиону.
Титулу освојену у Цириху 2014, бранио је Џејмс Дасаолу из Уједињеног Краљевства.

## Земље учеснице
Учествовало је 20 такмичара из 12 земаља.
1. Азербејџан (1)
2. Аустрија (1)
3. Ирска (1)
4. Италија (2)
5. Немачка (3)
6. Норвешка (2)
7. Турска (2)
8. Уједињено Краљевство (2)
9. Украјина (1)
10. Француска (1)
11. Холандија (1)
12. Шпанија (3)

## Рекорди
| Рекорди пре почетка Европског првенства 2016. | Рекорди пре почетка Европског првенства 2016. | Рекорди пре почетка Европског првенства 2016. | Рекорди пре почетка Европског првенства 2016. | Рекорди пре почетка Европског првенства 2016. |
| --------------------------------------------- | --------------------------------------------- | --------------------------------------------- | --------------------------------------------- | --------------------------------------------- |
| Светски рекорд                                | Кенениса Бекеле, Етиопија                     | 12:37,35                                      | Хенгело, Холандија                            | 31. мај 2004.                                 |
| Европски рекорд                               | Мохамед Мурит, Белгија                        | 12:49,71                                      | Брисел, Белгија                               | 25. август 2000.                              |
| Рекорди европских првенстава                  | Џек Бакнер, Велика Британија                  | 13:10,15                                      | Штутгарт, Западна Немачка                     | 31. август 1986.                              |
| Најбољи светски резултат сезоне               | Муктар Едрис, Етиопија                        | 12:59,43                                      | Јуџин, Сједињене Државе                       | 28. мај 2016.                                 |
| Најбољи европски резултат сезоне              | Илијас Фифа, Шпанија                          | 13:11,83                                      | Уелва, Шпанија                                | 3. јун 2016                                   |

### Најбољи европски резултати у 2016. години
Десет најбољих европских тркача на 5.000 метара 2016. године до почетка првенства (10. јула 2016), имали су следећи пласман на европској и светској ранг листи. (СРЛ)
| 1.  | Илијас Фифа     | Шпанија          | 13:11,83  | 3. јун  | 24. СРЛ  |
| 2.  | Антонио Абадија | Шпанија          | 13:12,68  | 22. мај | 28. СРЛ  |
| 3.  | Ендру Бучарт    | Велика Британија | 13:13,30  | 22. мај | 30. СРЛ, |
| 4.  | Хакле Ибрахимов | Азербејџан       | 13:13,92  | 9. јун  | 33. СРЛ  |
| 5.  | Башир Абди      | Белгија          | 13:14,92  | 22. мај | 35. СРЛ  |
| 6.  | Адел Мешал      | Шпанија          | 13:15,40  | 3. јун  | 37. СРЛ  |
| 7.  | Џамел Чатби     | Италија          | 13:22,43  | 18. мај | 64. СРЛ  |
| 8.  | Мурад Амдуни    | Француска        | 13:22,64  | 16. јун | 65. СРЛ  |
| 9.  | Флоријан Орт    | Немачка          | 13:23,68  | 28. мај | 70. СРЛ  |
| 10. | Џонатан Дејвис  | Велика Британија | '13:23,94 | 28. мај | 72. СРЛ  |

Такмичари чија су имена подебљана учествовали су на ЕП 2016.

## Квалификациона норма
| 28:50,00 |

## Сатница
| Датум        | Време | Коло   |
| ------------ | ----- | ------ |
| 8. јул 2016. | 22,45 | Финале |

Сва времена су по локалном времену (UTC+2)

## Освајачи медаља
|                     |                    |                       |
| Илијас Фифа Шпанија | Адел Мечал Шпанија | Рихард Рингер Немачка |

## Резултати

### Финале
| Место | Атлетичар           | Земља                | ЛР       | ЛРС      | Резултат | Белешка |
| ----- | ------------------- | -------------------- | -------- | -------- | -------- | ------- |
|       | Илијас Фифа         | Шпанија              | 13:05,61 | 13:11,83 | 13:40,85 |         |
|       | Адел Мечал          | Шпанија              | 13:15,40 | 13:15,40 | 13:40,85 |         |
|       | Рихард Рингер       | Немачка              | 13:10,94 | 13:51,88 | 13:40,85 | ЛРС     |
| 4.    | Хенрик Ингебригстен | Норвешка             | 13;27,10 |          | 13:40,86 |         |
| 5.    | Мурад Амдуни        | Француска            | 13:14,19 | 13:22,64 | 13:40,94 |         |
| 6.    | Хајле Ибрахимов     | Азербејџан           | 13:09,17 | 13:13,92 | 13:42,20 |         |
| 7.    | Флоријан Орт        | Немачка              | 13:23,67 | 13:23,67 | 13:45,40 |         |
| 8.    | Yemaneberhan Crippa | Италија              | 13:36,65 | 13:36,65 | 13:46,30 |         |
| 9.    | Арас Каја           | Турска               | 13;23,91 |          | 13:47,42 |         |
| 10.   | Мартин Шперлих      | Немачка              | 13:29,54 | 13:29,54 | 13:48,51 |         |
| 11.   | Џамел Чатби         | Италија              | 13:22,53 | 13:22,53 | 13:49,93 |         |
| 12.   | Денис Лихт          | Холандија            | 13:23,00 | 13:33,94 | 13:54,21 |         |
| 13.   | Џонатан Дејвис      | Уједињено Краљевство | 13:30,97 | 13:30,97 | 13:55,20 |         |
| 14.   | Карлос Мајо         | Шпанија              | 13:34,95 | 13:34,95 | 13:58,22 |         |
| 15.   | Брентон Рове        | Аустрија             | 13:36,62 | 13,40,15 | 13:58,96 |         |
| 16.   | Џони Дејвис         | Уједињено Краљевство | 13:23,94 | 13:23,94 | 14:04,13 |         |
| 17.   | Кевин Бат           | Ирска                | 13:39,61 | 13:42,82 | 14:20,50 |         |
| 18.   | Синдре Бурос        | Норвешка             | 13:11,96 | 13:42,51 | 14:26,05 |         |
| 19.   | Микола Нижник       | Украјина             | 13:35,39 | 13:35,39 | 14:28,24 |         |
| -     | Али Каја            | Турска               | 13:00,31 |          | НС       |         |

Подебљани лични рекорди су и национални рекорди земље коју такмичар представља

## Пролазна времена
| Дистанца | Атлетичар       | Држава     | Време    |
| -------- | --------------- | ---------- | -------- |
| 1.000 м  | Хајле Ибрахимов | Азербејџан | 2:51,69  |
| 2.000 м  | Хајле Ибрахимов | Азербејџан | 5:36,23  |
| 3.000 м  | Хајле Ибрахимов | Азербејџан | 8:25,17  |
| 4.000 м  | Хајле Ибрахимов | Азербејџан | 11:11,95 |